# بيرت إلياس أندروود
بيرت إلياس أندروود (بالإنجليزية: Bert Elias Underwood)‏ هو مصور أمريكي، ولد في 29 أبريل 1862 في Oxford Township, Henry County, Illinois ‏ في الولايات المتحدة، وتوفي في 28 ديسمبر 1943 في توسان في الولايات المتحدة.